# Scopula benguetensis
Scopula benguetensis là một loài bướm đêm trong họ Geometridae.